# 依田英助
依田 英助（よだ えいすけ、1927年10月15日 - 2019年8月29日）は、日本の俳優、声優。大阪府出身。身長168cm。体重55kg。妻は女優のたうみあきこ。本名および旧芸名は依田 英二（よだ えいじ）。

## 経歴
立教大学中退。
1947年6月に劇団文芸劇場に入団し、1948年8月まで所属。1949年9月に劇団前進座入団後、1953年1月に退団し劇団七曜会に入団。1963年6月に七曜会が解散し、フリーランスとなる。七の会設立を経て、1965年10月、高城淳一、西乃砂恵などとともに劇団現代人の設立に参加。1967年に東京俳優生活協同組合所属。
2019年8月29日13時10分、肺炎による心不全のため死去。91歳没。訃報は2か月後の11月15日に所属事務所から発表された。

## 人物
声種はバリトン。
特技は狂言（和泉流）。趣味はテニス、水泳、登山。

## 出演（俳優）

### テレビドラマ
- 忍者部隊月光（フジテレビ）
  - 第33話「入道雲作戦 -前篇-」（1964年） - 刑事　※依田英二名義
  - 第78話「エア・ガン作戦 -前篇-」（1965年） - 銃密売の男　※依田英二名義
- 青年同心隊 第12話「若さでぶっとばせ」（1965年、TBS）- 島帰りの男　※依田英二名義
- 怪奇大作戦 第24話「狂鬼人間」（1969年） - 金融会社の社長 ※欠番作品、代田英介名義
- 柔道一直線 第13話「鮮血車翻し」（1969年、TBS） - 実況アナウンサー
- 江戸川乱歩シリーズ 明智小五郎 第19話「呪いの黄金仮面」（1970年、テレビ東京）
- NHK大河ドラマ（NHK）
  - 竜馬がゆく（1968年） - 男衆
  - 新・平家物語（1972年） - 胴元
  - 風と雲と虹と（1976年） - 神官
  - 花神（1977年）
  - 峠の群像（1982年） - 町人
  - 徳川家康（1983年） - 堀尾忠氏
  - 山河燃ゆ（1984年） - 闇屋
  - 翔ぶが如く（1990年） - 農民
  - 太平記（1991年） - 隆慶
  - 葵 徳川三代（2000年） - 古田織部
- 荒野の素浪人（テレビ朝日）
  - 第1シリーズ
    - 第9話「脱出 死を呼ぶ谷」（1972年）
    - 第50話「女郎花 暁の脱走」（1972年）

  - 第2シリーズ
    - 第17話「遊女狂乱」（1974年）
    - 第24話「悪銭の宿」（1974年） - 清兵衛
- 子連れ狼 第1シリーズ 第1話「子貸し腕貸しつかまつる」（1973年、日本テレビ）
- 恐怖劇場アンバランス 第12話「墓場から呪いの手」（1973年、フジテレビ） - 経理課員・原
- おんな浮世絵・紅之介参る! 第1話「八百八町コマが舞う」（1974年、日本テレビ）
- 雑居時代 第14話「失礼しました!」（1973年、日本テレビ） - 武田
- 大江戸捜査網（テレビ東京）
  - 第191話「殺人依頼の謎」（1975年）
  - 第399話「鉄火芸者 涙の情け肌」（1979年）
  - 第401話「遊女が明かす連続爆破の謎」（1979年） - 明石源庵
  - 第407話「花嫁誘拐 姿なき狼の罠」（1979年） - 柏屋
  - 第426話「復讐に賭けた娘の純愛」（1980年） - 近江屋
  - 第444話「祭りに咲いた夫婦花」（1980年） - 川辺
  - 第462話「浮世絵が明かす大爆破の謎」（1980年）-飲み屋の店主の声
  - 第475話「花吹雪炎に舞う一番纒」（1981年） - 木曽屋
  - 第523話「危機一発 貝になった娘」（1981年）
  - 第547話「大乱戦 獲物を狙う小悪魔」（1982年）
  - 第636話「宿命の絆　父と娘の別れ唄」（1984年） - 多助
- 寺内貫太郎一家2 第26話（1975年） - 米沢
- 明治の群像 海に火輪を 大隈重信〜明治14年の政変〜（1976年、NHK特集） - 山田顕義
- 高原へいらっしゃい 第7話「ホテルを愛するそれぞれの思い」（1976年、TBS）
- 銭形平次 第545話「屋形船の殺人」（1976年、フジテレビ）
- 新・二人の事件簿 暁に駆ける 第28話「足長おじさんは殺人者」（1976年、テレビ朝日）
- あかんたれ 第8話（1976年、NHK）
- 君恋し 第37話（1976年、TBS）
- 新五捕物帳 第1話「殺しの子守唄が聞こえる」（1977年、日本テレビ） - 所沢同心
- 人間の証明（1978年、TBS）
- 七人の刑事 第6話「パニック イン 警視庁」（1978年、TBS） - 鑑識
- 白い巨塔 第4話（1978年、フジテレビ）
- たとえば、愛（1979年、TBS） - 秋元公三
- 江戸の激斗 第5話「けもの狩り」（1979年、フジテレビ）
- 東芝日曜劇場 女たちの忠臣蔵（1979年、TBS）
- 太陽にほえろ!（日本テレビ）
  - 第392話「流れ者」（1980年）
  - 第414話「島刑事よ、永遠に」（1980年）
  - 第534話「俺の拳銃が無い!」（1982年）
  - 第558話「疾走24時間」（1983年）
  - 第641話「二度死んだ女」（1985年）
  - 第651話「号泣」（1985年）
  - 第671話「野獣」（1985年）
- 新・江戸の旋風 第1話（1980年、フジテレビ）
- 江戸の牙 第21話「生か死!? 暁の脱出作戦」（1980年、テレビ朝日）
- 土曜ワイド劇場「帝銀事件 大量殺人・獄中32年の死刑囚」（1980年、テレビ朝日）
- 長七郎天下ご免!　第25話「春を呼ぶ鉄火飛脚」（1980年、テレビ朝日）- 吉兵衛
- 桃太郎侍　第211話「バクチが教えた商人根性」（1980年、日本テレビ） -　金蔵
- Gメン'75 第256話 「死体に呼ばれた女刑事」（1980年、TBS）−警視庁刑事部長
- 秘密のデカちゃん 第1話「秘密ヒミツ!今夜の出来ごと」（1981年、TBS）  - ルポライター
- 俺はおまわり君 第15話「なつかしき友と海と…」（1981年、日本テレビ）
- 暁に斬る!（1982年、フジテレビ）
  - 第1話「燃えろ!好色寺」
  - 第2話「夫婦橋慕情」
- 文吾捕物帳（テレビ朝日）
  - 第3話「過去からの使者」（1981年）
  - 第26話「ろくでなしの涙」（1982年）
- 特捜最前線（テレビ朝日）
  - 第239話「神代警視正の犯罪!」（1981年）
  - 第411話「消えたニューナンブ38口径の謎!」（1985年）
  - 第454話「フラッシュバック! 通り魔を殺した女」（1986年）
  - 第467話「死体彷徨・水の殺人トリック!」（1986年）
  - 第485話「喪服のソープ嬢・1/30秒の殺人トリック!」（1986年）
- 事件記者チャボ! 第5話「チャボが愛した狼少年…」（1983年、日本テレビ）
- 暴れ九庵 第10話「賭けた女の胸のうち」（1984年、フジテレビ）
- 私鉄沿線97分署 第9話「あなたにもクリスマス」（1984年、テレビ朝日）
- 土曜ワイド劇場「松本清張の黒い樹海」（1986年、テレビ朝日）
- 松本清張サスペンス 隠花の飾り「再春」（1986年）
- 銭形平次 SP「初姿 投げ銭一番手柄」（1987年）※風間杜夫版
- 代議士の妻たち2 第7話「事件」（1989年、TBS）
- はぐれ刑事純情派II 第24話「夜を歩く女」（1989年） - マンションの管理人
- 男と女のミステリー「死刑台のロープウェイ」（1990年、フジテレビ）
- 木曜ゴールデンドラマ「松本清張の老春」（1990年、讀賣テレビ）
- 大石内蔵助 冬の決戦（1991年、NHK）
- さすらい刑事旅情編V 第13話「覗かれた剣道着の女・湯煙り会津若松」（1992年、テレビ朝日）
- 土曜ワイド劇場 遠野殺人事件「東京 みちのく民話の里 美人OLダブル死体の謎」（1992年、テレビ朝日）
- 渡る世間は鬼ばかり
- 月曜ドラマスペシャル「検視官江夏冬子2 京都冬化粧殺人事件」（1998年、TBS） - 陶器店店主・吉行
- おかしな二人（2000年、フジテレビ）
- HERO 第1期・最終話（2001年、フジテレビ）
- 刑事イチロー（2003年、TBS） - 中国マフィアのボス
  - 第4話「かあちゃん! ついに真犯人を逮捕だぞ!!」
  - 第5話「危機一髪! 美人刑事の献身的愛が命を救う!!」
- さわやか3組（2004年、NHK-Eテレ）
- 時効警察 第6話「恋の時効は2月14日であるか否かはあなた次第」（2006年、テレビ朝日）
- 吉祥天女（2006年、テレビ朝日）
  - 第4話「死者を送る花」
  - 第5話「出生の秘密」
- ディロン〜運命の犬 第3話「セラピー犬への道」（2006年、NHK）
- NHKスペシャル「感染爆発〜パンデミック・フルー」（2008年） - 老人
- 白い春（2009年、フジテレビ） - 食堂店主

### 映画
- 甦える大地（1971年、松竹）
- Lie lie Lie（1997年）
- お助けマン参上（2002年）※教育映画
- 天使が降りた日（2005年） - 祖父
- カイジ2 〜人生奪回ゲーム〜（2011年）

### 舞台
- がめつい奴
- ガリレイの生涯
- 俳優座劇場プロデュース作品「12人の怒れる男たち」（1990年）
- 流山児祥演出150本記念公演「焼跡のマクベス」（1996年） - 刑事、映画館のおやじ
- 黒テント第40回公演「夕日の老人ブルース」（1997年） - 客演

### 特撮（俳優）
- 好き! すき!! 魔女先生 第26話「死なないで! アンドロ仮面」（1972年）
- サンダーマスク（1973年）
- アイアンキング 第26話「東京大戦争」（1973年） - 防衛隊隊長
- がんばれ!!ロボコン 第60話「ドハラハラ！ドロボー身代わり大騒動」（1975年）
- ウルトラマン80 第31話「怪獣の種飛んだ」（1980年） - 医師
- 快獣ブースカ 第13話「マッハ・ブースカ号」（1967年） - ゴールの旗係
- 仮面ライダーシリーズ
  - 仮面ライダー 第46話「雪山の怪人ベアーコンガー」（1972年） - マタギ（ベアーコンガー）
  - 仮面ライダースーパー1 第22話「怪人墓場の決闘! メガール将軍の最期」（1981年） - 黒田所長
  - 仮面ライダークウガ（2000年） - 老人
  - 仮面ライダー響鬼（2005年） - 坂本先生
- スーパー戦隊シリーズ
  - 秘密戦隊ゴレンジャー 第51話「青いニセ札づくり! 夕陽のガンマン」（1975年） - ミスターX
  - ジャッカー電撃隊 第25話「勝利か? 死か?! 鬼将軍と機械化軍団」（1977年） - ハイカー[要出典]
  - バトルフィーバーJ 第35話「腹ペコ大パニック」（1980年） - 太田黒慎造
  - 救急戦隊ゴーゴーファイブ（1999年） - 高部重吉
  - 侍戦隊シンケンジャー（2009年） - 老人
- スパイダーマン 第20話「謎が謎を呼ぶ私の出生の秘密」（1978年） - 石原陽子の父・平祐
- 星雲仮面マシンマン 第5話「三億円の切手泥棒」（1984年） - 森口警備主任
- メタルヒーローシリーズ
  - 宇宙刑事シャイダー（1984年） - 小村良介
  - 時空戦士スピルバン（1987年） - 月野村村長
  - 世界忍者戦ジライヤ（1988年)　- 戸隠村長老
  - 特警ウインスペクター（1990年） - 青木東洋の仲間
  - 特救指令ソルブレイン（1991年） - 瀬川牛吉
  - 特捜エクシードラフト（1992年） - 茂吉
  - 特捜ロボ ジャンパーソン（1993年） - 町工場の従業員
- 大魔神カノン（2010年） - ハッコク

### バラエティ
- 8時だョ!全員集合 - ジャンボマックスの声

### CM
- モービル石油（1979年）
- NTTドコモ らくらくホン「さすが父さん編」（2001年）
- 任天堂 ニンテンドーDS「発売直前編」（2004年）

## 出演（声優）

### テレビアニメ
1963年
- エイトマン

1964年
- 鉄腕アトム (アニメ第1作)（テンポ博士）※依田英二名義

1967年
- マッハGoGoGo
- おらぁグズラだど

1969年
- 海底少年マリン（ピカス、ハードボイド）

1973年
- アストロガンガー（ブラスター26）
- 侍ジャイアンツ
- 荒野の少年イサム

1976年
- 母をたずねて三千里（雑貨屋）

1978年
- ドン・チャック物語（ブラックタイガー）
- ペリーヌ物語（宿屋の主人、ベンディット 他）
- 野球狂の詩（野崎）

1979年
- 赤毛のアン（バリー氏）
- 無敵鋼人ダイターン3（竹）

1980年
- 伝説巨神イデオン（司令官）

1981年
- まんが 水戸黄門

1986年
- オズの魔法使い（ヘンリー）

1987年
- エスパー魔美（1987年 - 1989年、天鳥の父、河村、老人）
- シティーハンター（ゲアリー）

1988年
- 美味しんぼ（1988年 - 1992年、大木一造、店主、まり子の父親）

1989年
- ビリ犬なんでも商会（おじいさん）

1993年
- 忍たま乱太郎（比光勇三〈初代〉）

1994年
- 機動武闘伝Gガンダム（1994年 - 1995年、老人 / ハン）

1996年
- 逮捕しちゃうぞ（じいさん、たこ焼き屋のおやじ）

1997年
- 名探偵コナン（1997年 - 2008年、木下五郎、早河静山、鈴木次郎吉の部下）

1999年
- 人形草紙あやつり左近（橘左衛門）
- セラフィムコール（ローゼンクランツ先生）

2000年
- 週刊ストーリーランド（森下鉄）

2001年
- PROJECT ARMS（サミュエル・ティリングハースト）

2003年
- 高橋留美子劇場 人魚の森（椎名）

2004年
- 火の鳥（おじじ）

2009年
- DARKER THAN BLACK -流星の双子-（生田）

### OVA
- 機動戦士ガンダム0083 STARDUST MEMORY（1991年、ピーター・パープルトン）
- 銀河英雄伝説（1991年、フーセネガー）
- 新機動戦記ガンダムW Endless Waltz（1997年、デキム・バートン[13]）
- 名探偵コナン MAGIC FILE3 新一と蘭・麻雀牌と七夕の思い出（2009年、庄司）

### 劇場アニメ
- ドラえもん のび太とアニマル惑星（1990年、ヤギ）
- YAWARA! それゆけ腰ぬけキッズ!!（1992年、真由美の父）
- 新機動戦記ガンダムW Endless Waltz 特別編（1998年、デキム・バートン）
- 名探偵コナン 世紀末の魔術師（1999年、沢部蔵之助）
- カウボーイビバップ 天国の扉（2001年、骨董品屋店主）
- 犬夜叉 鏡の中の夢幻城（2002年、長老[14]）
- 名探偵コナン ベイカー街の亡霊（2002年、江守哲之助[15]）
- 名探偵コナン 戦慄の楽譜（2008年、譜和匠[16]）

### ゲーム
- エヴァーグレイス（2000年、バグラゲラ）
- 金鉱脈探偵 シミュレーション インゴット79（2002年、J）
- 幻想水滸伝V（2006年、タルゲイユ、サルム・バロウズ、ガンデ、アズラッド）

### ドラマCD
- Weiß kreuz Wish A Dream Collection III THE ORCHID under THE SUN 太陽の蘭（セン）
- 人形草紙あやつり左近 オリジナルドラマアルバム「異聞 夢話悲恋幻想奇譚」（橘左衛門）
- 大戦隊ゴーグルファイブ・スーパーアクションサウンド（ナマズモズーの声）
- 超獣戦隊ライブマン・スーパーアクションサウンド（ハカイヅノーの声）

### 吹き替え

#### 映画
- サンタフェへの道（サム〈スリム・ピケンズ〉）
- タイム・マシン 80万年後の世界へ（デヴィッド・フィルビー、ジェームズ・フィルビー〈アラン・ヤング〉）
- 遠い国（ラティゴ）※フジテレビ版
- リバティ・バランスを射った男（ポンペイ〈ウディ・ストロード〉）※フジテレビ版

#### ドラマ
- アウター・リミッツ（クロスフォード・スコット、ヒラリー・J・クラーク、ラルフ・キャッシュマン）
- FBIアメリカ連邦警察
- サンセット77
- 私立探偵ハリー ※第19話
- ピート・デュエル / 西部二人組（パーソン）※第34話
- スパイ大作戦
  - 越境作戦（警官B、ハロウェイ）
  - 不死鳥を葬れ（警備員A）
  - 巨頭会談（ボック）
  - ウィークポイントをつけ!（ケラマンが放った尾行）
  - 地下百メートルの円盤（Part 1, 2）（ドロム）
  - ニトログリセリン（アブダル）
  - ロボット（空港の税関員）
  - スパイ狩り（街頭で部下を指揮する巡査部長）
  - 地雷原突破!（中尉）
- タイムマシーンにお願い ※第6話
- プリズナーNo.6 思想転移（カメラ屋）
- 名探偵ポワロ エジプト墳墓のなぞ（ジョン・ウィラード卿）※NHK版

#### 海外人形劇
- ジョー90 幽霊教会の対決（ルイス巡査、ローガン）
- スーパーカー 魔のセンターライン（警部、ホイル兄弟の部下）※フジテレビ版

### ラジオドラマ
- LF芸術劇場 七面鳥（1960年）
- KRスリラー劇場 散歩する霊柩車（1960年）
- R1浪曲ドラマ 風流あじろ笠（1961年）
- R2放送詩集「人と作品」（1961年）
- オールナイトニッポン 未来少年コナン（1979年）
- FMシアター 九月の微笑（2000年）

### 特撮
1972年
- 人造人間キカイダー（イエロージャガーの声、カブトガニエンジの声）
- 超人バロム・1（再生イカゲルゲの声、再生モグラルゲの声）※第14話

1973年
- アイアンキング（タイタニアン1号の声）
- イナズマン（1973年 - 1974年、コブバンバラの声、ガスバンバラの声、ツチバンバラの声）
- キカイダー01（青ワニの声、ライジーン・マイナスの声）
- スーパーロボット レッドバロン（1973年 - 1974年、女サイボーグの声、遊星人リーダーの声、ギラスQの声、地球0321号の声）
- 風雲ライオン丸（アグダーの声〈2代目〉）

1974年
- 飛び出す立体映画 イナズマン（再生イシバンバラの声）
- イナズマンF（ノコギリデスパー〈2号〉の声）

1975年
- アクマイザー3（1975年 - 1976年、アカニーダの声、バケネーゴンの声、ハンニャードの声）
- 秘密戦隊ゴレンジャー（鉄輪仮面の声、鉄グシ仮面の声 他）

1976年
- 宇宙鉄人キョーダイン（バズカードの声、デスギランの声〈初代〉、デスギャットの声〈2代目〉）
- 忍者キャプター（甲賀蟇十郎の声）

1977年
- 快傑ズバット（地獄竜の声）
- ジャッカー電撃隊（大首領シャインの声、クライムライダーの声、デビルフラワーの声、デビルスパイダーの声、デビルアクマの声、デビルフィッシングの声、デビルベムの声、デビルスクラップの声）

1978年
- スパイダーマン（深海王の声）
- 透明ドリちゃん（火の精ボームの声、草の精の声、神父の声）
- UFO大戦争 戦え! レッドタイガー（ゾシィー指揮官の声、ギロー指揮官の声、カマー指揮官の声、ベーダー指揮官の声）

1979年
- バトルフィーバーJ（1979年 - 1980年、ナウマン怪人の声、ドラキュラ怪人の声、セミキラー怪人の声、翻訳機の声、怪人製造カプセルの声、オニヒゲ怪人の声）
- ふしぎ犬トントン（忠犬ハチ公の声）

1980年
- 電子戦隊デンジマン（ルパンカメラーの声、ダートラーの声、サキソホンラーの声）

1981年
- 太陽戦隊サンバルカン（1981年 - 1982年、シーラモンガーの声、ナウマンモンガーの声、ミイラモンガーの声 他）
- 劇場版 太陽戦隊サンバルカン（ハナビモンガーの声）
- ロボット8ちゃん（ポストーラの声、ゴキブリアンの声、タイムポリスの声）

1982年
- 宇宙刑事ギャバン（サソリモンスターの声・サイダブラーの声・サイモンスターの声・シャモダブラーの声・カマダブラーの声・キョウリュウダブラーの声・クモダブラーの声・ジャアクダブラーの声・ハッコツダブラーの声・ケイビダブラーの声・トツゲキダブラーの声・カイブツダブラーの声・ドクターダブラーの声・アナホリダブラーの声・ギャングダブラーの声・ヨウカイダブラーの声・バファローダブラーの声）
- 大戦隊ゴーグルファイブ（総統タブーの声）
- 大戦隊ゴーグルファイブ・スーパーアクションサウンド（ナマズモズーの声）
- バッテンロボ丸（コンポセンセイの声）

1983年
- 宇宙刑事シャリバン（魔怪獣エイビーストの声、魔怪獣サウンドビーストの声 他）
- 科学戦隊ダイナマン（サイシンカの声、ギロチントカゲの声 他）
- 劇場版 科学戦隊ダイナマン（予告編ナレーション、クモシンカの声）

1984年
- 宇宙刑事シャイダー（不思議獣バラバラの声、不思議獣タムタムの声 他）
- 劇場版 宇宙刑事シャイダー 追跡! しぎしぎ誘拐団（不思議獣ムチムチの声）
- 星雲仮面マシンマン（マジック男の声、夢の怪物オズモアの声）

1985年
- 勝手に!カミタマン（ブーメラン毛の声〈初代〉、ざるそばの声、カマキリの声）
- 巨獣特捜ジャスピオン（超電子頭脳サクラの声）
- 電撃戦隊チェンジマン（1985年 - 1986年、宇宙獣士ガブーの声、ゾビーの声、ゴーストの声、ホーグルの声、バルルカの声、ゴーダの声、宇宙獣士ジャンの声）
- 劇場版 電撃戦隊チェンジマン（宇宙獣士カミラの声）

1987年
- 劇場版 光戦隊マスクマン（ホーンドグラーの声）
- 超人機メタルダー（モンスター軍団凱聖ゲルドリングの声、ヨロイ軍団豪将タグスキーの声、ヨロイ軍団暴魂チューボの声、ヨロイ軍団暴魂ヒドーマンの声、機甲軍団豪将メガドロンの声、戦闘ロボット軍団雄闘ジャースの声、ヨロイ軍団雄闘ウォッガーII世の声）

1988年
- 仮面ライダーBLACK（クジラ怪人の声）
- 仮面ライダーBLACK RX（1988年 - 1989年、ガイナマイトの声、フラーミグラーミの声、ムサラビサラの声、リックバックの声、ムンデガンデの声、ウィル鬼の声）
- 世界忍者戦ジライヤ（宇宙忍デモストの声、化忍パルチスの声、漢忍緑竜の声、水忍シルバーシャークの声）
- 超獣戦隊ライブマン（ファイヤーヅノーの声、サイセイヅノーの声、レーヅノーの声）
- 超獣戦隊ライブマン・スーパーアクションサウンド（ハカイヅノーの声）

1989年
- 仮面ライダー世界に駆ける（大神官ダロムの声、再生トリプロンの声、再生ムサラビサラの声）
- 機動刑事ジバン（ドロノイドの声、クラゲノイドの声、カネノイドの声、バクハノイドの声、カブキノイドの声、シノビノイドの声、サイノイドの声、ウワバミノイドの声、スイトルノイドの声、ツリガネノイドの声、ラジオのアナウンサーの声）
- 劇場版 機動刑事ジバン（ダイギバノイドの声）
- 高速戦隊ターボレンジャー（1989年 - 1990年、トリツキボーマの声、ドロロボーマの声、ノッペラボーマの声、ワタリドリボーマ / オヤクシャボーマの声、フーインボーマの声）
- 劇場版 高速戦隊ターボレンジャー（ジャシンボーマの声）

1990年
- 地球戦隊ファイブマン（オオカミルギンの声、イカタマギンの声、銀河魔剣サーベルギンの声）

1991年
- 鳥人戦隊ジェットマン（ファッションジゲンの声）

1992年
- 恐竜戦隊ジュウレンジャー（ドーラジンの声、ドーラタランチュラの声、ドクロの車屋の声）

1993年
- 五星戦隊ダイレンジャー（壷道人の声）

1994年
- ブルースワット（レトの声、デスキーラ3兄弟ゴクの声）

1995年
- 重甲ビーファイター（傭兵シニガミアンの声）
- 超力戦隊オーレンジャー（バラゴブリンの声）

1996年
- 超光戦士シャンゼリオン（マニヤーの声）
- ビーファイターカブト（化身獣イソギララの声）

### ボイスオーバー
- NTT DATAスペシャル「宇宙からの贈りもの ボイジャー航海者たち」（1992年、TBS）
- BS世界のドキュメンタリー（NHK BS）
  - 20世紀ライバル物語 第11回「バーナード・モントゴメリーvsエルヴィン・ロンメル 英独 砂漠の戦車戦」（1998年） - マンフレート・ロンメル、ヨーゼフ・ゲルスター

### ナレーション
- 和風総本家（テレビ東京系）

## 音楽
- ジャンボマックスの唄（1974年）
- ジャンボマックス体操（1974年）